# Liste der Wappen im Ennepe-Ruhr-Kreis
Diese Liste beinhaltet – geordnet nach der Verwaltungsgliederung – alle in der Wikipedia gelisteten Wappen des Ennepe-Ruhr-Kreises in Nordrhein-Westfalen, inklusive historischer Wappen. Alle Städte, Gemeinden und Kreise in Nordrhein-Westfalen führen ein Wappen. Sie sind über die Navigationsleiste am Ende der Seite erreichbar.

## Ennepe-Ruhr-Kreis

Wappen des Ennepe-Ruhr-Kreises
Der Ennepe-Ruhr-Kreis in Nordrhein-Westfalen

Stadt Breckerfeld
Stadt Ennepetal
Stadt Gevelsberg
Stadt Hattingen
Stadt Herdecke
Stadt Schwelm
Stadt Sprockhövel
Stadt Wetter
Stadt Witten

- Stadt
Breckerfeld[2]
- Stadt
Ennepetal[3]
- Stadt
Gevelsberg[4]
- Stadt
Hattingen[5]
- Stadt
Herdecke[6]
- Stadt
Schwelm[7]
- Stadt
Sprockhövel[8]
- Stadt
Wetter[9]
- Stadt
Witten[10]

## Wappen der Ortsteile

### Hattingen

Blankenstein
Niederwenigern
Welper

### Sprockhövel

Haßlinghausen
Niedersprockhövel

### Wetter (Ruhr)

Alt-Wetter
Volmarstein

### Witten

Herbede

## Wappenbeschreibungenund Erläuterungen
1. ↑  Ennepe-Ruhr-Kreis: „In Gold ein dreireihiger rot-silberner Schachbalken, oben und unten begleitet von je einem blauen Wellenbalken.“
 (Genehmigt am 2. Oktober 1937)
2. ↑  Breckerfeld: „Das Wappen ist von Blau und Gelb durch einen dreireihig rot-weiß geschachten Balken geteilt und hat oben eine weiße Lilie.“(§ 2 (1) Hauptsatzung (Memento des Originals vom 7. März 2016 im Internet Archive)  Info: Der Archivlink wurde automatisch eingesetzt und noch nicht geprüft. Bitte prüfe Original- und Archivlink gemäß Anleitung und entferne dann diesen Hinweis. (PDF-Datei; 52 kB))
 (Verliehen durch Urkunde des Regierungspräsidenten in Arnsberg vom 20. März 1979)
3. ↑  Ennepetal: „Unter einem in zwei Reihen siebenmal von Silber und Rot geschachteten Schildhaupt in goldenem Feld steht senkrecht ein blauer Wellenpfahl, der von einem roten Sparren überdeckt wird.“(§ 2 (1) Hauptsatzung (Memento des Originals vom 4. Februar 2016 im Internet Archive)  Info: Der Archivlink wurde automatisch eingesetzt und noch nicht geprüft. Bitte prüfe Original- und Archivlink gemäß Anleitung und entferne dann diesen Hinweis. (PDF-Datei; 59 kB))
 (Verliehen durch den Innenminister des Landes Nordrhein-Westfalen am 16. Juni 1953)
4. ↑  Gevelsberg: „Auf einem goldgrundigen, rechteckigen Setzschild mit unten abgerundeten Ecken und einer Spitze in der Mitte der Grundlinie, der von einer dreitürmigen, sandsteingrauen Mauerkrone mit einem geschlossenen Stadttor unter dem Mittelturm gekrönt wird, erhebt sich über einem grünen Berggipfel mit sechsfach unterbrochener Höhenkurve hinter einer roten, bezinnten Stadtmauer, die von zwei abgedeckten Seitentürmen flankiert wird, ein roter, hochstrebender gotischer, von drei Rundbogenfenstern durchbrochener Backsteingiebel. In der Mitte des Wappens befindet sich auf einem goldenen Herzschild ein schwarzes Kammrad.“ (§ 2 (2) Hauptsatzung)
 (Verliehen durch Erlass des Preußischen Innenministers vom 9. März 1903)
5. ↑  Hattingen: „Das Wappen der Stadt zeigt in Blau St. Georg in silberner Rüstung mit goldenem Heiligenschein, auf silbernem, rot gezäumten Pferd, mit silberner Lanze einen grünen Lindwurm erstechend.“ (§ 3 (1) der Hauptsatzung (Memento des Originals vom 26. November 2012 im Internet Archive)  Info: Der Archivlink wurde automatisch eingesetzt und noch nicht geprüft. Bitte prüfe Original- und Archivlink gemäß Anleitung und entferne dann diesen Hinweis. (PDF-Datei; 187 kB))
 (Verliehen durch Urkunde des Regierungspräsidenten Arnsberg vom 10. Juli 1970))
6. ↑  Herdecke: „Die Stadt führt von alters her ein Wappen, das durch Beschluss des Magistrats vom 6. Juni 1902 erneuert wurde und einen Eichbaum in Silber auf rotem Schild mit einer Mauerkrone geziert zeigt.“ (§ 2 (1) der Hauptsatzung (Seite nicht mehr abrufbar, festgestellt im April 2019. Suche in Webarchiven)  Info: Der Link wurde automatisch als defekt markiert. Bitte prüfe den Link gemäß Anleitung und entferne dann diesen Hinweis.)
(Die Stadt führt von alters her ein Wappen, das durch Beschluss des Magistrats vom 6. Juni 1902 erneuert wurde.)
7. ↑  Schwelm: „Das Wappen zeigt auf goldenem Grund über einem blauen gewellten Flusslauf zwei rote Türme mit dunkelblauen Turmhelmen. Die Türme sind durch eine gezinnte gleichfarbige Mauer verbunden. Über ihr befindet sich zwischen den Türmen der rot-weiße märkische Schachbalken. Die Türme haben je eine Schießscharte, der Turmhelm trägt auf einem Knauf ein gleicharmiges Kreuz.“ (§ 3 (1) Hauptsatzung (PDF-Datei; 46 kB))
(Verliehen durch Urkunde des Oberpräsidenten der Provinz Westfalen vom 3. August 1938)
8. ↑  Sprockhövel: „Das Wappen zeigt in Gold (Gelb) unter einem zweiblättrigen grünen Haselzweig mit drei roten Früchten einen blauen Dreiberg mit schwarzem, gold (gelb) eingefasstem und mit silbernem (weißem) Hammer und Schlägel in Form eines Andreaskreuzes belegtem Stollenmundloch.“ (§ 2 (1) der Hauptsatzung (Seite nicht mehr abrufbar, festgestellt im April 2019. Suche in Webarchiven)  Info: Der Link wurde automatisch als defekt markiert. Bitte prüfe den Link gemäß Anleitung und entferne dann diesen Hinweis. (PDF-Datei; 46 kB))
 (Verliehen durch Urkunde des Regierungspräsidenten Arnsberg vom 21. Februar 1973)
9. ↑  Wetter: „Das Wappen der Stadt Wetter (Ruhr) zeigt in Gold (Gelb) einen in drei Reihen zu je 6 Feldern von Rot zu Silber (Weiß) geschachteten Balken, darüber ein als Zinnenschnitt stilisiertes schwarzes W, darunter ein rotes Dreiblatt mit schwarzem Butzen.“ (§ 2 (1) der Hauptsatzung (Memento des Originals vom 25. September 2013 im Internet Archive)  Info: Der Archivlink wurde automatisch eingesetzt und noch nicht geprüft. Bitte prüfe Original- und Archivlink gemäß Anleitung und entferne dann diesen Hinweis.)
 (Verliehen durch Urkunde des Regierungspräsidenten Arnsberg vom 21. Januar 1971)
10. ↑  Witten: „In von Rot und Silber geteiltem Schild oben zwei abgekehrte, doppelschwänzige, silberne Löwen.“(§ 1 (3) der Hauptsatzung (PDF-Datei; 42 kB))
 (Von der Stadt angenommen 1883, formell verliehen durch König Wilhelm II. von Preußen am 6. November 1911)